# Ann Wigmore
Ann Wigmore, född 4 mars 1909 i Pleikiai, Litauen, död 16 februari 1994 i Boston, USA, var en amerikansk förespråkare av levande föda.
1925 flyttade hon till Amerika till sina föräldrar som redan bodde i Massachusetts. Hon gifte sig och fick en dotter. Efter en skilsmässa 1955 började hon, med dålig hälsa, använda sig av örter och vetegräs för att läka sig själv. Under påföljande 35 år främjade hon naturlig läkning via sina skolor i Boston, den så kallade "The Hippocrates Health Institute", som öppnade 1963, och "The Ann Wigmore Foundation", som startade i Boston 1985. Hennes långa karriär innehöll föreläsning, författarskap och visningar i över 35 länder.
Hon dog den 16 februari 1994 på grund av inandning av rök från en brand i the Ann Wigmore Foundation.